# TENGA
TENGA（日语： Tenga）為典雅股份有限公司旗下的自慰用品品牌，其名取自日文漢字「典雅」。此一品牌旗下有很多產品系列，比如CUP系列、EGG系列、POCKET系列等等。
TENGA的品牌理念為「讓每個人都能自在享受性」，使他們不再覺得性是一件「下流、負面、奇怪」的事。首批產品由松本光一和Soft On Demand（SOD）合力所創。松本在觀察過於成人用品店出售的性玩具後，發現它們很多都特意設計成「特殊產品」，而不考慮產品的普及性。於是松本在接下來2年內開始嘗試製作「像一般產品般的成人產品」，接著其樣品在經過SOD改良後推出市面，隨即成為暢銷品。其在2007年亦開始輸出到日本國外。
截至2018年、TENGA已在美国、中國大陸、德国、大韩民国、臺灣設立了海外據點，並在超過60多個國家和地區銷售，累計銷售量逾7000萬個。當中部分產品亦獲得過設計獎項。研究者曾研究把之應用到臨床性功能障礙的治療上。

## 概論

### 品牌理念
TENGA的品牌理念為「讓每個人都能自在享受性」，製作商希望藉此一系列的產品改變人們對性的負面態度，使他們不再覺得性是一件「下流、負面、奇怪」的事。故此與同類產品相比，他們在設計上會考慮產品的「普及性」，以「融合設計和功能」為目標。

#### 普及性
典雅公司希望此一產品系列能讓人覺得「使用它們是一件普通不過的事」，故在產品設計上就跟普通的工業製品一樣，以不要衝破人的心理關口為前提——其不像很多同類產品般，把產品設計成女性性器官的形狀，或在包裝上加入跟性有關的字句和裸女圖片——盡量不帶給人「猥亵下流」的印象。

#### 融合設計和功能
很多同類產品的設計皆在模彷女性性器官，但TENGA的製作商卻希望把之設計成「最適合自慰」的樣子，並選擇不去模彷女性性器官。它希望TENGA的外觀能夠與功能並重，令產品看上去「一點也不猥亵」之餘，同時「體現出造型美」。他們亦以蘋果產品般的通用設計為目標，希望使用者在沒有額外說明的情況下亦懂得如何使用之。
TENGA系列因此獲得不少設計獎項，比如通過2006年好設計獎的第一次評審；其產品TENGA 3D SPIRAL、SVR、iroha、MOOVA亦曾獲頒紅點設計大獎。

### 品牌名
TENGA一名取自日文漢字「典雅」——一個用於和服和日本舞等事物上的讚美詞。創辦人松本光一希望「利用新的思路去創造高質量產品，改寫潮流生態」，使其印象跟以往的成人用品不同，故以「典雅」命名之。

## 歴史

### 背景
典雅股份有限公司的現任社長兼創辦人松本光一從專門學校畢業後，就加入了海外汽車維修廠，之後由於公司倒閉，故轉職到一間老爺車維修廠工作，在那萌生「想創造新事物」的夢想。接着回到其位於靜岡的老家，在那從事「販售二手車的工作」。儘管他在那間經銷商混得不錯，但其夢想仍然不滅。
有一天，松本去了成人用品店逛逛，在那觀察陳列的貨品，發現它們很多都沒有寫明公司名稱或聯繫方式、設計一成不變、沒有面向消費者的資訊（包括商品說明）。此外其亦發現該些性玩具不像其他產品般，追求「普及性」，而是以「自慰就是一件十分下流的事」作為前提，把之當作一件特殊產品——這些都讓松本內心產生「總覺得哪裡不對勁…」的感受。這種感受令松本決意要製作「像一般產品般的成人產品」。

### 產品開發
松本於是辭掉原本的工作，利用手頭上的積蓄開始製作新產品。他在2年內不斷購買現有產品，然後把之拆解，研究當中的構造，並向自己的朋友提供樣品，讓其評價之。比方說，他以很多人能夠一手握着的塑料瓶作為參考，以此決定樣品的形狀大小；而內部的加壓部分則參考了壓力絲襪。之後重覆改良樣品，最終造出大致功能跟最終產品差不多的成品。
松本並不打算向既有的成人產品銷售商提供自己的樣品，反向Soft On Demand（SOD）的社長高橋雅鳴報告其樣品，並獲得了不錯的評價。之後他們雖很難找到願意跟性玩具扯上關係的模具工廠，但在SOD的幫助之下，產品的功能、形狀、設計得到了不少改善，並建立了一套量產體系。

### 開售與發展
2005年7月7日，TENGA推出了5款統稱為「CUP系列」的自慰杯。當初其標語為「自慰的未來，就讓我們開創」（オナニーの未来が、やってきた）和「自慰絕對不是一件下流負面的事。它是一件所有人都理所當然地在做，十分健全的事」（オナニーは決して卑猥なことでも、後ろめたいことでもない。誰もがするごく当たり前で健全なこと）。
一般而言，性玩具能賣出5000個就已能算作暢銷產品。但TENGA在開售前就已有5萬筆預訂的記錄，首月銷售量達10萬個，一年後則升了10倍至100萬個。

### 海外輸出
TENGA自2007年開始輸出到日本國外。截至2018年、TENGA已在美国、中國大陸、德国、大韩民国、臺灣設立了海外據點，並在超過60多個國家和地區銷售，累計銷售量逾7000萬個。

## 主要產品
TENGA在2021年1月仍有在售的產品如下：

### CUP系列

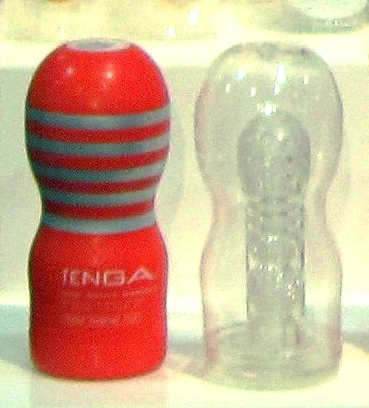
DEEP THROAT CUP。右邊是模擬內部構造的透明模型

TENGA的首個產品系列，於2005年推出，其在2020年首度改版。此一系列為一次性使用型，內含潤滑液。以下部分產品亦推出了「COOL」系列版本（內含薄荷醇）和「HOT」系列版本（內有發熱部分）。
- 標準版：TENGA系列的基本款。商品顔色為紅色。
- 柔嫩版：刻意讓人感受到柔嫩刺激的款式。商品顔色為白色。
- 強韌版：刻意讓人感受到強烈刺激的款式。商品顔色為黑色。
- PREMIUM：宣稱選用高品質材料和潤滑液的款式。
- 扭動杯：專為轉動刺激而設的款式。
- SD TENGA：專為刺激前端而設的款式。
- U.S. TENGA：專為吮吸效果而設的加大版款式。

### EGG系列

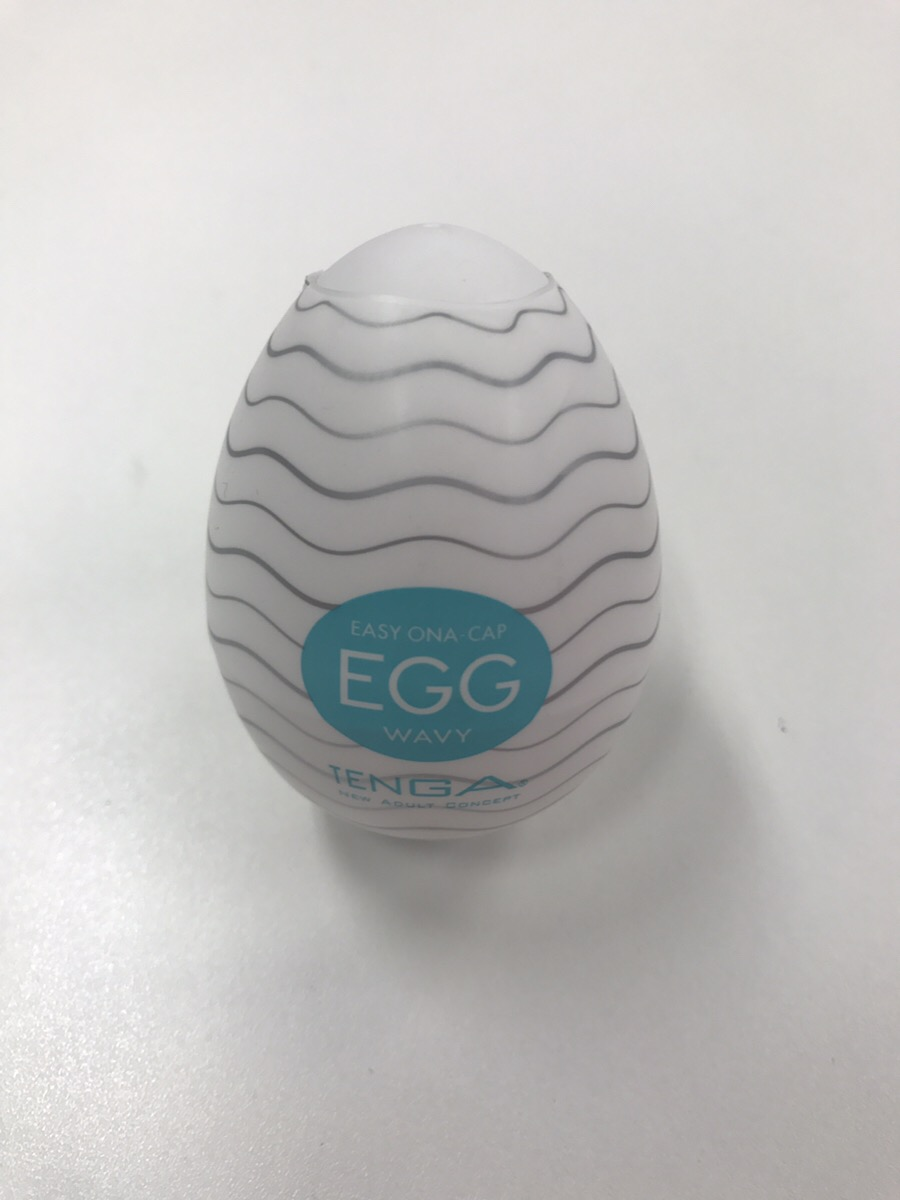
EGG系列

於2008年推出的系列，外形跟蛋如同。其為以可伸展材料製作的弹性体，可根據用法進行伸縮。此一系列為一次性使用型，內附潤滑液。
其可按弹性体的彈力細分為經典系列和高彈性系列。內部構造因產品而異。此一系列總計有18款產品。

### POCKET系列

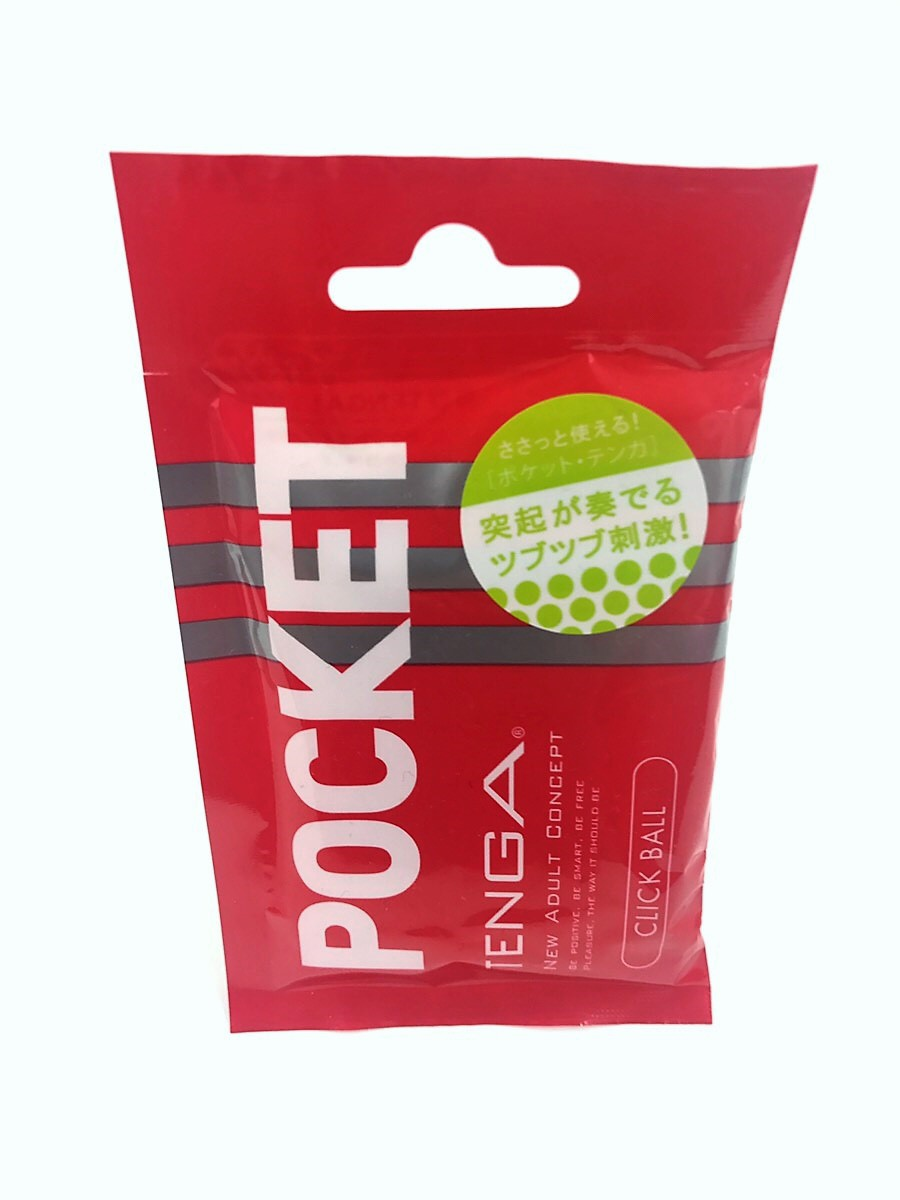
POCKET系列

此一系列為一次性使用型，內附潤滑液。其為以軟質素材製造的可攜帶式小型產品。其可按硬度和內部設計分為4種。

### Keith Haring聯名設計系列
外觀和內部造型皆採用了凱斯·哈林的藝術作品作包裝的產品系列。此一系列包含了2個CUP、3個EGG。

### 可重複使用系列
可在洗淨風乾後重復使用的系列：

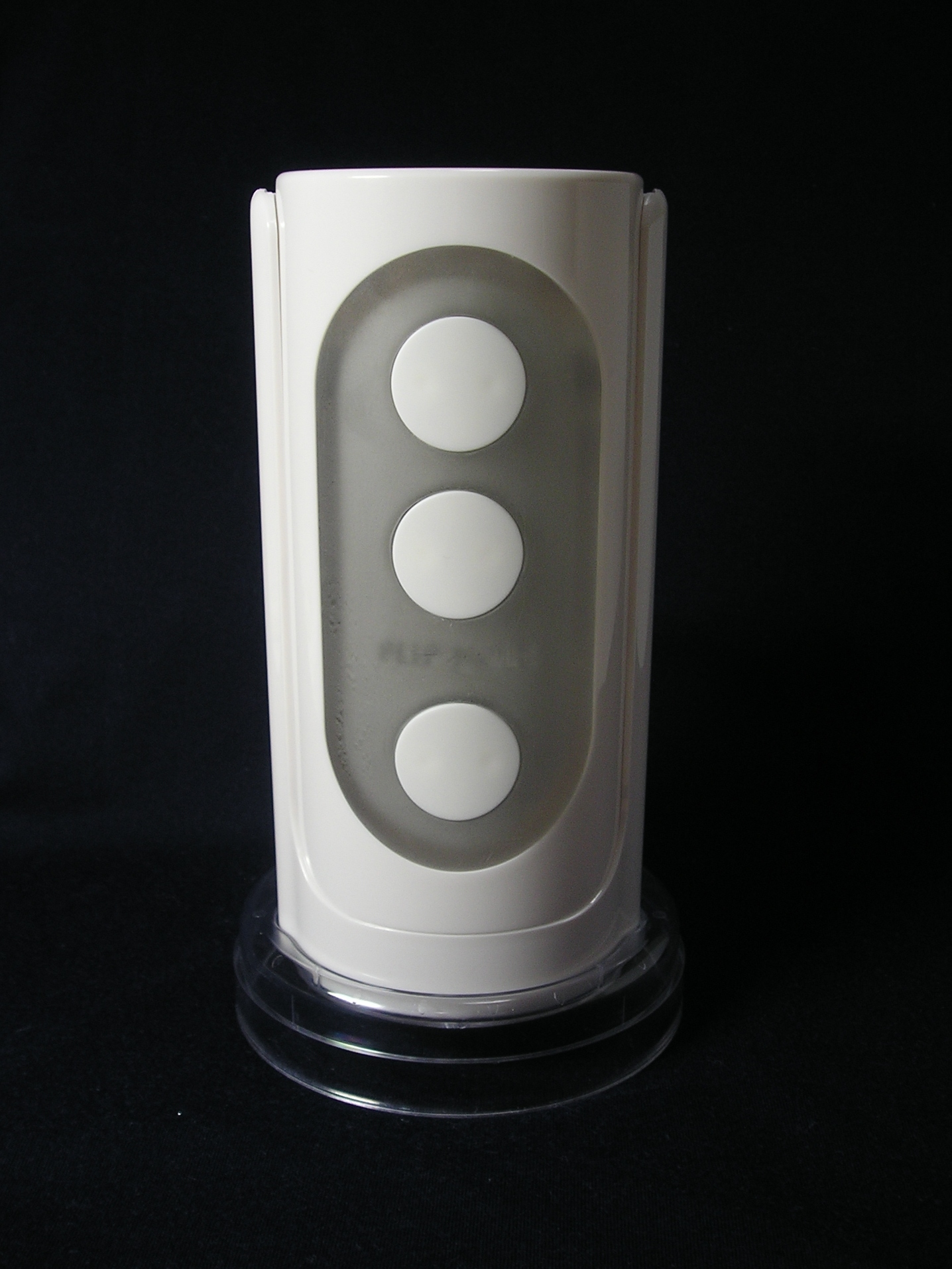
FLIP HOLE的外觀（收納時）

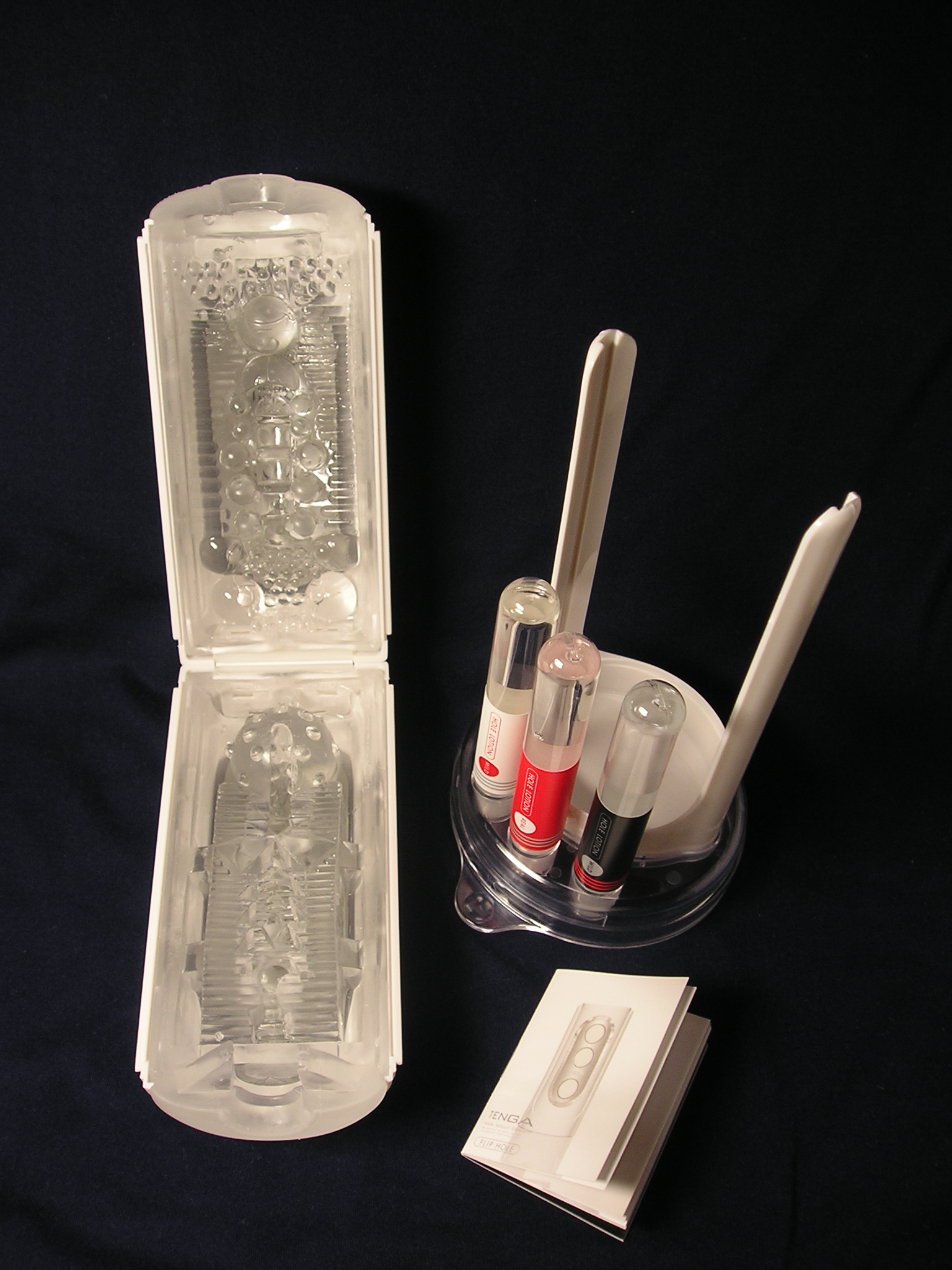
FLIP HOLE的內部構造。圖中亦可見FLIP HOLE的使用手冊和3種對應的潤滑劑

- SPINNER系列：以迥轉旋吸為賣點的系列。
- MOOVA系列：以柔軟素材和內部螺旋形為賣點的一個系列。
- TENGA 3D：可在不用時將內部外翻的一個系列（使用時則將內部內翻），使之容易清洗和風乾。
- FLIP HOLE：可以分成兩部分清洗的產品。
- FLIP 0（ZERO）：此一系列採用了和PREMIUM系列一樣的凝膠，並且為了易於清洗，而採用了「雙翼連體」式設計。
- FLIP ORB：同樣採用了「雙翼連體」式設計的產品，內部混用了多種軟質素材。
- AIR-TECH系列：以類真空吸吮為賣點的款式。
- GEO系列：能夠反轉清洗的自慰球。
- crysta系列：將內部刺激零件鑲於透明矽膠的一個系列。
- AERO系列：能夠讓使用者調節吸附感的自慰杯。

### 追加配件

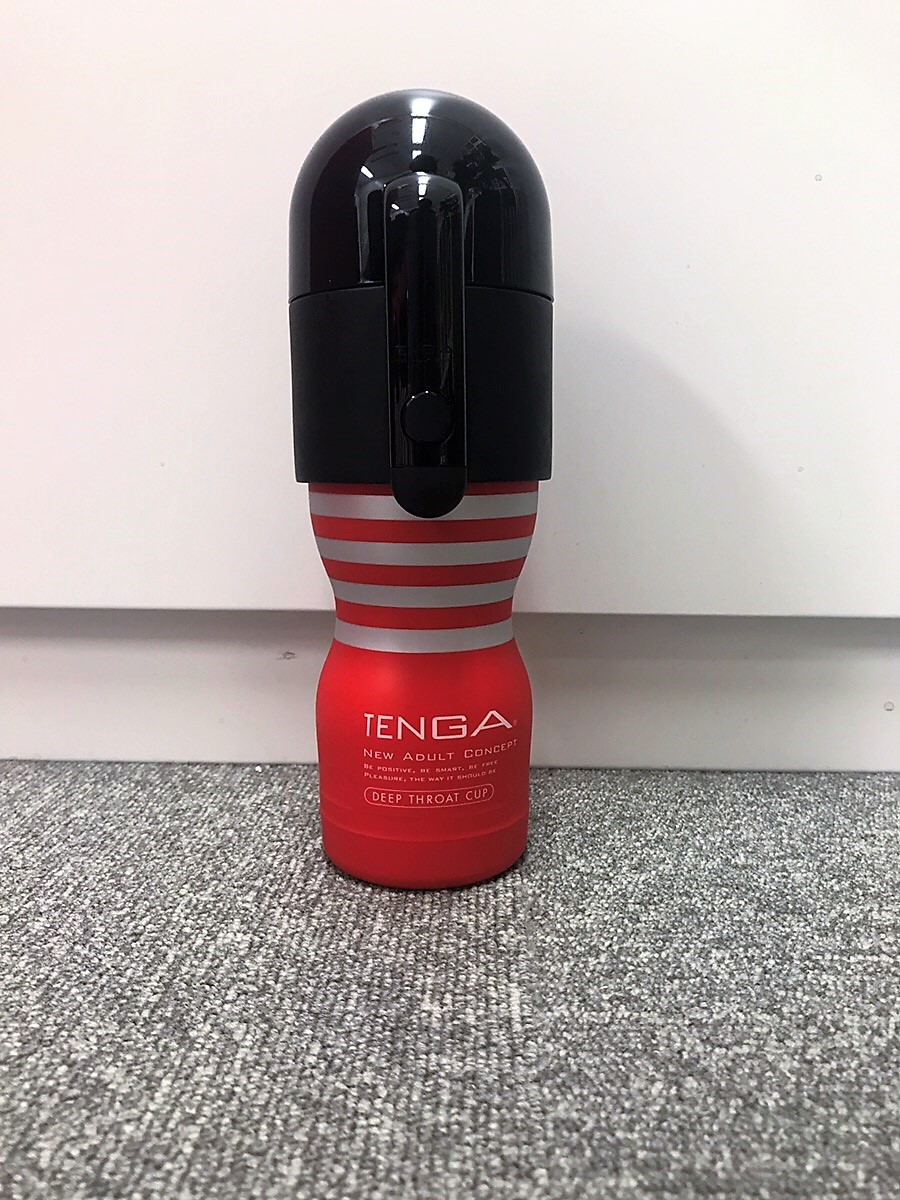
Vacuum Controller

- TENGA GYRO ROLLER 迴炫控：CUP系列專用的電動控制器，只對應部分CUP系列產品。
- Vacuum Controller：CUP系列專用的真空電動控制器。
- CUP WARMER 杯體加熱器：加熱CUP系列的器具。

### 潤滑劑系列
TENGA潤滑劑可按適用的玩具類型和質感分為9種。

### Vibrator系列
面向情侶的按摩器系列。

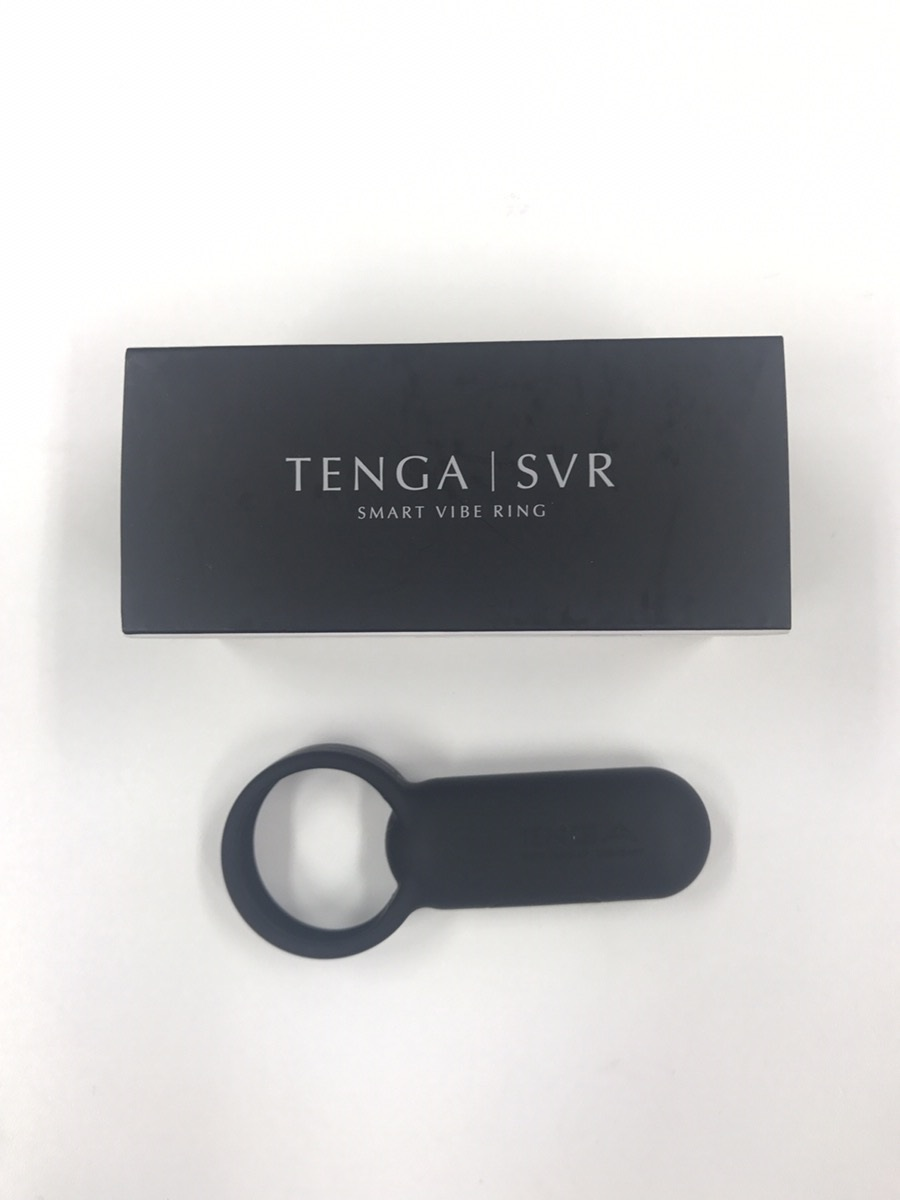
Vibrator系列（SVR）

- SVR：主要由矽膠造成的充電式小型按摩器。其前端可伸縮、呈環狀，用以套在陰莖或手指上。可用水清洗。
- SVR PLUS：強化版的SVR振動器。
- SVS：角度可調節的振動器。
- Delta：前端角度能夠改變的直立式小型振動器。
- VI-BO：內含振動器的裝置，可套上不同形狀的外皮。可用水清洗。

### 避孕套
TENGA避孕套的包裝形似胸章，呈圓形。

### 飲料系列
TENGA亦推出了能量饮料。
- MEN CHARGE：含有精氨酸、瓜氨酸、亞鉛酵母的果凍型饮料。
- NIGHT CHARGE：含有肝臟提取物、瑪咖、薑黃的水果味炭酸饮料。

### 週邊商品
TENGA還推出了貼紙、帽子、衣服、文具等週邊商品。

### TENGA機器人
模彷TENGA CUP系列的人物模型。把手腳等收起來時，其外形跟CUP系列差不多。

## 發售
TENGA因其盡量不帶給人「猥褻下流」的印象的外表，而能夠在成人用品店以外的地方出售，比如量販店、雑貨店、藥店。除此之外亚马逊等線上購物平台亦有TENGA產品出售。

## 姊妹品牌
- Iroha：面向女性的自慰用品品牌[41]。
- TENGA Health Care：專門出售性醫療和性教育相關用品的品牌[41]。

## 社會應用

### 醫學

#### 射精障礙
CUP系列可用於射精障礙患者的治療過程。部分患者因在自慰時施加過大力度，而患上射精障礙。因此要改善之，便需讓其習慣在壓力較小的情況下也能夠射精。具體而言，則是讓其先用強韌版自慰杯自慰，然後在一段時間後，改用標準版，最後則改用柔嫩版。
醫療人員採用TENGA的理由有很多，其中包括可在一般雜貨店購買、擁有三種壓力款式、易於清潔、形狀不那麼礙眼、寫明公司名稱或聯繫方式。

#### 前列腺切除術後的勃起功能障礙治療
前列腺切除術擁有使接受者患上勃起功能障礙的潛在副作用。在服用藥物後使用TENGA產品可改善有關情況。特別是EGG系列。

### 老年人日間照料機構
在面向老年人的日間照料機構當中，部分老人會對護士等職員進行性骚扰，特別是在協助其洗澡的情況下。有鑑於此，日本部分照料機構決定在內設立TENGA售賣店，希望該些老人能藉其滿足性慾，改善機構内的性骚扰情況。

### 引用
1. 1 2  荻上チキ 2016，2145/2704.
2. 1 2  . 株式会社典雅.   [2021-01-25]. （原始内容存档于2021-03-29）.
3. 1 2 3 4 5 6 7 8  . Business Journal. 2015-05-16  [2018-12-16]. （原始内容存档于2021-02-28）.
4. 1 2 3  荻上チキ 2016，2031/2704.
5. 1 2 3 4 5  . ZAKZAK. 夕刊フジ. 2018-11-08  [2018-12-31]. （原始内容存档于2020-11-27）.
6. 1 2  荻上チキ 2011，第190頁.
7. 1 2  荻上チキ 2016，1912-1917/2704.
8. 1 2 3  黒羽幸宏. . 週プレNEWS. 集英社. 2018-08-05  [2018-12-21]. （原始内容存档于2020-11-09）.
9. 1 2  佐藤雅信. . TENGA OFFICIAL BLOG. 株式会社典雅. 2006-08-01  [2018-12-21]. （原始内容存档于2021-01-17）.
10. 1 2  . 株式会社典雅.   [2021-01-20]. （原始内容存档于2020-09-28）.
11. 1 2 3  小堀善友;  et al. . 日本性機能学会雑誌. 2009-12-30, 24 (3): 355–357. ISSN 1345-8361 （日语）.
12. 1 2 3  小堀善友;  et al. . 日本泌尿器科学会雑誌. 2012, 103 (3): 548–551. ISSN 0021-5287. doi:10.5980/jpnjurol.103.548 （日语）.
13. ↑  荻上チキ 2016，2190/2704.
14. 1 2  . TENGA臺灣官方線上商城.   [2021-01-25]. （原始内容存档于2021-03-02）.
15. ↑  荻上チキ 2016，1914/2704.
16. ↑  荻上チキ 2016，1970/2704.
17. ↑  荻上チキ 2016，1965-1970/2704.
18. ↑  荻上チキ 2016，2154-2168/2704.
19. ↑  . 株式会社典雅. 2017-05-15  [2018-12-21]. （原始内容存档于2021-01-20）.
20. ↑  . Red Dot.   [2018-12-21].
21. ↑  . Red Dot.   [2018-12-21]. （原始内容存档于2018-12-23）.
22. ↑  荻上チキ 2016，1996/2074.
23. ↑  荻上チキ 2016，2011/2704.
24. ↑  荻上チキ 2016，2016/2704.
25. ↑  . TENGA官方線上商城. 2020-02-12  [2021-01-21]. （原始内容存档于2020-12-02）.
26. ↑  荻上チキ 2016，2036/2704.
27. ↑  荻上チキ 2016，2036-2051/2704.
28. ↑  荻上チキ 2011，第202-203頁.
29. ↑  荻上チキ 2016，2066-2076/2704.
30. ↑  荻上チキ 2011，第204頁.
31. ↑  荻上チキ 2016，1937/2704.
32. ↑  荻上チキ 2016，2056-2066/2704.
33. ↑  荻上チキ 2011，第189頁.
34. ↑  荻上チキ 2011，第197頁.
35. ↑  荻上チキ 2016，2096-2101/2704.
36. ↑  . TENGA臺灣官方線上商城.   [2021-01-25]. （原始内容存档于2021-03-02）.
37. ↑  .   [2018-12-21]. （原始内容存档于2021-04-26）.
38. ↑  .   [2018-12-21]. （原始内容存档于2021-02-27）.
39. ↑  荻上チキ 2016，2180/2704.
40. ↑  . 株式会社典雅.   [2018-12-21]. （原始内容存档于2019-12-05）.
41. 1 2  . 株式会社TENGA コーポレート.   [2021-01-25]. （原始内容存档于2022-04-14）.
42. ↑  . 株式会社典雅.   [2018-12-21]. （原始内容存档于2020-11-28）.
43. ↑  今井伸; 吉田将士、米田達明、工藤真哉.  (PDF) (报告): 30. 2011  [2018-12-21]. 日本性機能学会中部総会プログラム・抄録集. （原始内容 (PDF)存档于2021-10-12）.
44. ↑  今井伸; 吉田将士; 米田達明; 工藤真哉. . 日本性機能学会雑誌. 2012-06-30, 27 (1): 63. ISSN 1345-8361.
45. ↑  . NEWSポストセブン. 2018-02-01  [2018-12-21]. （原始内容存档于2020-12-01）.
46. ↑  . ZAKZAK. 2018-12-13  [2018-12-21]. （原始内容存档于2020-11-27）.

### 書刊
- TENGA研究会, , 竹書房, 2011, ISBN 978-4812439050
- 荻上チキ. . 筑摩書房. 2011. ISBN 978-4-480-06606-0.
  - 荻上チキ.  初版. 筑摩ebooks. 2016-02-03.

## 外部連結
- 官方網站 （页面存档备份，存于）
- TENGA部落格 （页面存档备份，存于）
- TENGA企業網站 （页面存档备份，存于）